# Asztrid
Az Asztrid női név északi germán (skandináv) eredetű. Jelentése: istenség + erő. A név második elemének esetleg más jelentése is lehet: szép, ill. lovasnő.

## Gyakorisága
Az újszülötteknek adott nevek körében az 1990-es években szórványosan fordult elő. A 2000-es és a 2010-es években sem szerepelt a 100 leggyakrabban adott női név között.
A teljes népességre vonatkozóan az Asztrid sem a 2000-es, sem a 2010-es években nem szerepelt a 100 leggyakrabban viselt női név között.

## Névnapok
- november 12.[2]

## Híres Asztridok
- Astrid Claes német költőnő
- Astrid Lindgren svéd gyermekkönyvíró
- Asztrid belga királyné